# Inondations de 2022 à Balrampur
 (août 2023).
Les inondations de 2022 à Balrampur sont des inondations à grande échelle en Inde dans le district de Balrampur.

## Description
En octobre 2022, de fortes pluies provoquent des inondations à Balrampur, dans l'État indien de l'Uttar Pradesh,,,,. Plus de 1 300 villages sont touchés par cette inondation.

## Impact
287 villages ont été touchés dans le district de Balrampur, tels que Jagtapurwa, Panditpurwa, Johvahna, Kalandarpur, Kodari, Gangapur, Lalpur, Phagunia, Jogiya Kalan, Lalnagar, Durgapur et Shernagar.